# Андрей Петканчин
Андрей Костадинов Петканчин е български революционер, деец на Вътрешната македоно-одринска революционна организация.

## Биография
Петканчин е роден в Банско, в Османската империя, днес в България. Присъединява се към ВМОРО и е член на Разложкия окръжен революционен комитет в Банско заедно с Минчо Тодев, Лазар Колчагов, Благо Ушев и Иван Колчагов.